# Наполеон Хил
Оливър Наполеон Хил (на английски: Napoleon Hill) е американски журналист, юрист и писател на книги за самопомощ. Най-известната му книга е „Мисли и забогатявай“ (Think and Grow Rich), която излиза през 1937 година и е сред 10-те най-продавани книги на всички времена.

## Биография
Наполеон Хил е роден на 26 октомври 1883 г. в малко селище в щата Вирджиния. Корените на автора са в Англия като се знае, че дядо му се е преселил в Америка през 1847 г. Неговите родители са Джеймс Монро Хил и Сара Силваниа. В ранна детска възраст той губи майка си, затова го отглежда баща му. Две години след смъртта на съпругата си Джеймс Монро Хил се жени повторно за жена на име Марта. Марта е била омъжена за училищен директор и оказва положително влияние върху младия писател.
На 17 годишна възраст Хил завършва училище, след което се записва в бизнес колеж. През 1901 г. започва работа за адвокат на собственик на въглищна мина. През 1907 г. се мести в Алабама, където е съдружник в основаването на адвокатска кантора. През октомври 1908 г. дружеството обявява несъстоятелност и Наполеон се мести във Вашингтон през май 1909 г. Тук създава „Автомобилен колеж“, в който учи как се създава, управлява и продава автомобил. Колежът съществува до 1912 г.
През 1910 г. се жени за първата си съпруга – Флорънс Елизабет Хорнър. На следващата година (1911) се ражда първият им син Джеймс, година по-късно (1912) се ражда Наполеан Блеър, а през 1918 г. двойката се сдобива с трети син – Дейвид.
През следващите двадесет години има доста неуспешни опити за реализиране в различни бизнес начинания, но това не му пречи да успее, а всъщност го насърчава да се бори и да не спира. През 1928 г. се установява във Филаделфия.

## Творчество
Благодарение на Андрю Карнеги, и по-точно на думите му, животът на Наполеон Хил се променя веднъж и завинаги. Известният бизнесмен казал, че не може да бъде разрешено на всяко ново поколение да върви по пътя на пробите и грешките. Принципите за успех са лесни, така че те трябва да се идентифицират, организират и излагат на достъпен език. Тази фраза впечатлява Хил, но тайната за постигане на успех Карнеги така и не намерил. Вместо това Карнеги предложил на Наполеон да интервюира петстотин от най-успешните и най-богатите американци, за да се създаде универсална формула за успех. Разбира се, тази ревностна работа може да отнеме повече от дузина години, но вдъхновен от идеята да намери нов смисъл в живота, Хил охотно приел предложението. Така през 1928 г. в осем тома е отпечатана „Законът на успеха“. Тази книга се оказва едно от първите му големи постижения.
Най-големият успех за Хил е книгата му „Мисли и забогатявай“ от 1937 г. Продадена е в 20 милиона копия за 50 години. За втората му книга съществено допринася втората съпруга на Наполеон Хил, Роуз Лий Бейланд. След като разгледал биографиите на няколко стотици богаташи, Хил научил три основни принципа, по които създава формулата на успеха: определяне на цели, положителна нагласа и правилно обкръжение. Според автора, ако около човека има хора, които искат да му помогнат, и от които може да научи нещо, то животът му постепенно ще се промени към по-добро. Положителна визия за живота и оптимизъм са инструменти, които променят света към по-добро, според Наполеон Хил.
След публикуването на своята сензационна книга, Наполеон Хил е помагал на хората да постигнат успех. Популярността му расте с всеки изминал ден и скоро той се превърнал от неизвестен журналист в пропагандист на новата философия. През 1952 г. основава „Асоциация на Наполеон Хил“, която се занимавала с разпространението на творбите му, а също и ‘Фондация Наполеон Хил’, насочена към обучение на хората относно науката за успеха.
През 1953 г. Хил се запознава с Уилям К. Стоун, който също се занимавал с психологията на отношенията и социална философия. Заедно двамата създали „Академия за лични постижения“. Дълго време Хил преподава в академията, но нито за минута не спира своите научни изследвания. В книгите си представя все нови и нови идеи.
Наполеон Хил е пример за ефективността на създадената от него формула за успех, постигайки невероятен успех и печелейки милиони долари. Той става учител и наставник за много бизнесмени и политици.
Наполеон Хил умира на 8 ноември 1970 г.

## Произведения
- The Law of Success (1928)
- The Magic Ladder To Success (1930)
- Think and Grow Rich (1937)
- Outwitting the Devil (1938)
- How to Sell Your Way through Life (1939)
- The Master-Key to Riches! (1945)
- How to Raise Your Own Salary (1953)
- Success Through a Positive Mental Attitude (1959) – с Уилям Клемънт Стоун
- Grow Rich!: With Peace of Mind (1967)
- Succeed and Grow Rich Through Persuasion (1970)
- You Can Work Your Own Miracles (1971)